# Vương gia huy Vương quốc Liên hiệp Anh và Bắc Ireland
Quốc huy của Vương quốc Liên hiệp Anh và Bắc Ireland, hay còn gọi là Vương gia huy là biểu tượng chính thức của Quân chủ Anh – hiện nay là Charles III. Nó được sử dụng bởi chính phủ và các cơ quan thuộc Vương thất, bao gồm cả hệ thống toà án ở Vương quốc Anh và một số vùng thuộc Khối Thịnh vượng chung. Các thành viên vương thất có phiên bản khác biệt riêng. Lá cờ chính thức của quân chủ – Royal Standard – chính là quốc huy dưới dạng cờ. 
Có hai phiên bản quốc huy: một cho Scotland, mang yếu tố từ huy hiệu Vương quốc Scotland; phiên bản còn lại được dùng cho các nơi khác, mang yếu tố từ huy hiệu Vương quốc Anh. Cả hai đều kết hợp biểu tượng của Anh, Scotland và Ireland – đại diện cho các vương quốc hợp nhất vào các năm 1707 và 1801.
Hiện nay, Wales không được thể hiện trực tiếp trong quốc huy, mà chỉ được đại diện thông qua hai huy hiệu vương gia riêng biệt: rồng đỏ xứ Wales và huy hiệu của Llywelyn ab Iorwerth.

## Mô tả

### Bên ngoài Scotland
Ở trung tâm quốc huy là một tấm khiên chia làm bốn phần: góc thứ nhất và thứ tư là ba con sư tử bước đi và nhìn thẳng – biểu tượng của Anh; góc thứ hai là sư tử đứng và viền hoa lily kép – biểu tượng của Scotland; góc thứ ba là cây đàn hạc – biểu tượng của Ireland. Bao quanh tấm khiên là biểu tượng của Huân chương Garter – huân chương hiệp sĩ cao quý nhất của Vương quốc Anh.
Hai bên khiên là hai hỗ trợ vật: sư tử Anh đội vương miện ở bên phải (phía bên trái người nhìn) và kỳ lân Scotland bị xích ở bên trái (phía bên phải người nhìn). Phía trên khiên là mũ trụ vàng có khăn phủ (mantling) màu vàng và lông chồn trắng. Trên đỉnh là vương miện với một con sư tử đội vương miện đứng trên đó.
Bên dưới khiên là một ụ cỏ, trên đó có hoa kế (Scotland), hoa hồng Tudor (Anh) và cỏ ba lá (Ireland). Phía trước là khẩu hiệu Dieu et mon droit (tiếng Pháp: Thượng Đế và quyền chính danh của ta).
Dưới triều đại Nữ vương Elizabeth II, các vương miện trong quốc huy mô phỏng Vương miện Thánh Edward. Khi Charles III chọn dùng Vương miện Tudor trong huy hiệu của mình, Viện Huy hiệu dự kiến quốc huy cũng sẽ thay đổi theo, giống như giai đoạn 1901–1952. Tuy nhiên, đến tháng 9 năm 2024, bản có Vương miện Thánh Edward vẫn còn được dùng. Ngày 10 tháng 10 năm 2024, một thiết kế quốc huy mới đã được công bố.

### Bên trong Scotland
Quốc huy dùng tại Scotland có bố cục tương tự, nhưng mang đậm biểu tượng riêng của Scotland. Trong tấm khiên, biểu tượng của Scotland nằm ở góc thứ nhất và thứ tư – thể hiện vị trí ưu tiên, còn biểu tượng của Anh nằm ở góc thứ hai. Khiên được bao quanh bởi dây đeo và huy hiệu của Huân chương Thistle – huân chương cao quý nhất của Scotland.
Phía trên là mào (crest): sư tử đỏ đội vương miện, cầm kiếm và quyền trượng (tượng trưng cho Vương miện Scotland), ngồi trên vương miện và nhìn thẳng ra trước. Phía trên cùng là khẩu hiệu tiếng Scots: “In defens”, viết tắt của “In my defens God me defend” (Xin Chúa bảo vệ ta trong phòng thủ).
Hai “hỗ trợ vật” là kì lân Scotland đội vương miện và bị xích ở bên phải (phía trái người nhìn), và sư tử Anh đội vương miện ở bên trái (phía phải người nhìn). Mỗi bên có thêm một ngọn giáo mang theo cờ của vương quốc tương ứng.
Ụ cỏ phía dưới chỉ có hoa kế – biểu tượng của Scotland. Trên đó là khẩu hiệu thứ hai của Huân chương Thistle: “Nemo me impune lacessit” (Không ai có thể xúc phạm ta mà không bị trừng phạt).
Vương miện trong bản quốc huy này được vẽ theo kiểu truyền thống, mang dáng vẻ của Vương miện Scotland.

## Lịch sử

### Vương gia huy của Anh, Scotland và Ireland
Vương gia huy hiện nay bắt nguồn từ huy hiệu riêng của các Vương quốc Anh, Scotland và Ireland; xứ Wales đã được sáp nhập vào Vương quốc Anh từ thế kỉ 16. Năm 1603, Quốc vương James VI của Scotland lên ngôi vua Anh và Ireland. Để thể hiện sự hợp nhất này, huy hiệu của Anh (khi đó có cả biểu tượng của Pháp) và Ireland được kết hợp với huy hiệu của Scotland. Trong lãnh thổ Scotland, huy hiệu Scotland được đặt ở vị trí ưu tiên hơn.

Trừ giai đoạn Thịnh vượng chung và Bảo hộ ở thế kỉ 17, cùng với việc Quốc vương William III thêm biểu tượng Nassau, các huy hiệu này hầu như không thay đổi cho đến khi Vương quốc Liên hiệp Anh được thành lập năm 1707.

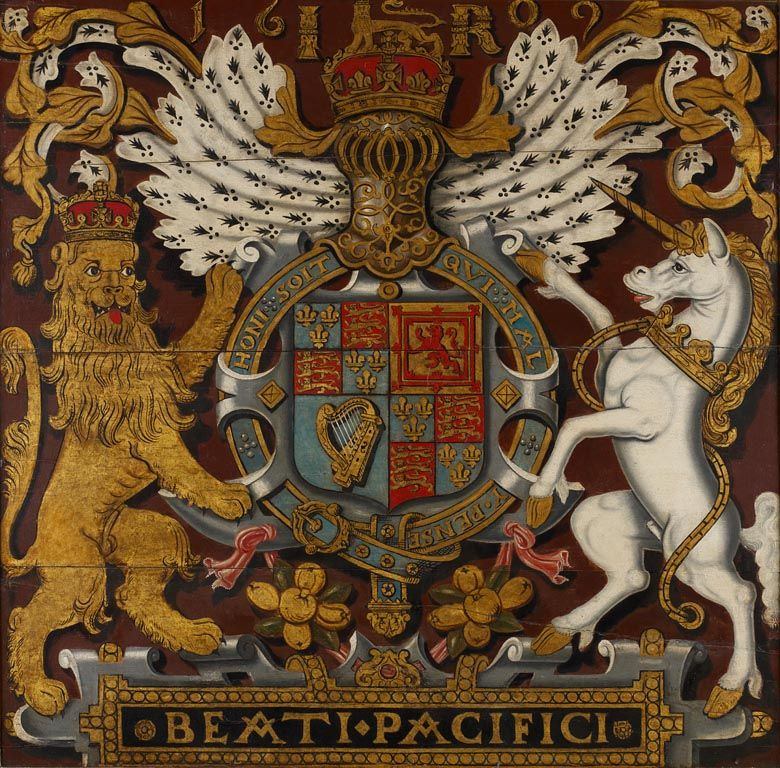
Vương gia huy của Quốc vương James VI bên ngoài Scotland